# Apíneos
Apíneos (Apinae) é um clado evolutivo definido como subfamília da família dos apídeos (Apidae) que abrange 21 tribos de abelhas. As tribos abrangidas são as seguintes:

## Tribos[1]
- Ancylaini
- Anthophorini
- Apini
- Bombini
- Centridini
- Ctenoplectrini
- Emphorini
- Ericrocidini
- Eucerini  – Long-horned Bees
- Euglossini
- Exomalopsini
- Isepeolini
- Melectini
- Meliponini
- Osirini
- Protepeolini
- Rhathymini
- Tapinotaspidini
- Tarsaliini
- Teratognathini
- Tetrapediini